# La Folle Histoire de Max et Léon
Pour plus de détails, voir Fiche technique et Distribution.
La Folle Histoire de Max et Léon est une comédie franco-belge réalisée par Jonathan Barré, sortie en 2016.

## Synopsis
Le 3 septembre 1939, la France déclare la guerre à l'Allemagne. Le gouvernement décrète en même temps la mobilisation générale.
À Mâcon en Saône-et-Loire, Max (David Marsais) et Léon (Grégoire Ludig) jouissent d'une solide réputation de « bons à rien ». Lors de la mobilisation, ils essayent de se faire réformer, mais en vain. Au départ, ce sont les conditions de la vie militaire qui vont leur déplaire au plus haut point. Pour se faire renvoyer à la maison, ils essaient même de se mutiler mutuellement, mais ils ne parviennent qu'à blesser l'adjudant Pichon (Julien Pestel), qui les a déjà dans son collimateur. Quand la défaite frappe, c'est encore moins réjouissant. Ils n'ont plus alors qu'une idée en tête : rentrer le plus vite possible et coûte que coûte chez eux pour monter leur bar.
Mais leurs essais de rejoindre Mâcon vont systématiquement échouer par la force des événements. À la suite de toutes sortes de malentendus et de quiproquos, les deux amis vont se retrouver dans des situations toutes plus rocambolesques les unes que les autres. Leurs aventures vont les mener à travers la France occupée, au Royaume-Uni et même jusqu'en Syrie.

## Fiche technique
- Titre : La Folle Histoire de Max et Léon
- Réalisation : Jonathan Barré
- Scénario : Grégoire Ludig et David Marsais, avec la collaboration de Jonathan Barré
- Décors : Stéphane Cressend
- Costumes : Florence Sadaune
- Photographie : Sacha Wiernik
- Son : Gilles Vivier-Boudrier, Arnaud Trochu, Antoine Baudouin et François-Joseph Hors
- Montage : Delphine Guilbaud
- Musique : Charles Ludig
- Production : Ilan Goldman
  - Production associée : Catherine Morisse-Monceau
  - Production exécutive : Christophe Lambert et Gurvan Riou
  - Coproduction : Axel Décis, Axelle Boucaï, Sylvain Goldberg, Serge de Poucques, Nadia Khamlichi et Gilles Waterkeyn
- Sociétés de production : Légende Films, Blagbuster ; Studiocanal, TF1 Films Production, Le 12e Art, C2M Productions, Nexus Factory et uMedia (coproduction)
- Sociétés de distribution : Studiocanal (France), Nexus Factory (Belgique)
- Budget : 11 520 000 €[1]
- Pays d'origine :  France,  Belgique[2],[3]
- Langue originale : français
- Format : couleur - son Dolby Digital
- Genre : comédie
- Durée : 98 minutes
- Dates de sortie :
  - France : 27 août 2016 (festival du film francophone d'Angoulême)[4], 1er novembre 2016 (sortie nationale)
  - Belgique, Suisse : 2 novembre 2016

## Distribution
- Grégoire Ludig : Léon
- David Marsais : Max
- Dominique Pinon : Michel / Renard
- Pierre Ludig : Le tenancier
- Nicolas Marié : colonel Marchal
- Alice Vial : Alice Marchal
- Bernard Farcy : Célestin
- Saskia Dillais De Melo : Sarah
- Julien Pestel : adjudant Pichon
- Sylvain Katan : l'homme de main de Pichon
- Nicolas Maury : Eugène, l'employé du service de la propagande
- Catherine Hosmalin : Mme Dormeuil
- Bruno Wolkowitch : le beau parleur de Mâcon
- Stefan Cuvelier : soldat costaud
- Thomas VDB : soldat idiot
- Jérémie Graine : soldat chétif
- Axel Huet : soldat de la transmission
- Christophe Lambert : capitaine Lassard
- Kyan Khojandi : commandant Beaulieu
- Jonathan Cohen : commandant Poulain
- Didier Menin : M. Poitou
- Renaud Rutten : M. Francis
- Guillaume Perdrix : fils de l’épicier
- Barbara Bolotner : Juliette
- Sixtine Aupetit : Jacqueline, secrétaire de Célestin
- Kad Merad : l'acteur à la télévision anglaise
- Pascale Arbillot : l'actrice à la télévision anglaise
- Florence Foresti : une résistante
- Alban Lenoir : un résistant
- Simon Astier : un résistant
- Philippe Duquesne : le cheminot délateur
- Thomas Séraphine : le curé voleur
- Fatsah Bouyahmed : Bilal, le guide syrien
- Nabiha Akkari : Dominique, l'espionne syrienne
- David Salles : client du bar fermé à Mâcon
- Damien Gillard : client du bar fermé à Mâcon
- Baptiste Lecaplain : un soldat du débarquement
- Monsieur Poulpe : Olivier, dans un film de propagande pour la Milice
- Dominique Besnehard : le soldat instructeur
- Vincent Tirel : un résistant à Meursault
- Adrien Ménielle : un résistant à Meursault
- Sébastien Thoen : un soldat vichyste
- Florian Malguy : un soldat vichyste
- Abdel Seba : le serveur du Ramadan
- Ansou Diedhiou : Abdou

## Production
Le tournage du film s'est étalé sur environ 45 jours, répartis sur deux mois et demi, d'août à octobre 2015. Les différentes prises de vues ont eu lieu en Bourgogne, notamment à Cuiseaux, en Franche-Comté, à Cousance et Gizia (Jura), ainsi qu'en Belgique, à Namur et Chimay, et dans les Ardennes à Givet. Certaines séquences ont également été tournées à Tréboul en Bretagne et au Maroc.

## Accueil et distinction

### Accueil critique
Le film reçoit des critiques plutôt positives de la part de la presse et obtient la note de 3,3⁄5 sur une base de 17 critiques de presse sur le site Allociné. Le vote des internautes sur Allociné est davantage positif, puisque pour 4 867 votants le film atteint la note moyenne de 3,9⁄5 (au 23 avril 2017).
En revanche, le film est jugé sévèrement par Les Inrockuptibles, qui décrivent une facile « comédie potache » et un comique « totalement factice et emprunté », « sans joie ni entrain », où le Palmashow se serait contenté de « faire du vieux avec du vieux » .

### Box-office
En France, pour son premier jour d'exploitation qui s'est déroulé un mardi, La Folle Histoire de Max et Léon se positionne à la première place du classement avec 102 223 entrées dans 404 salles, devant Snowden (48 634 entrées) et Mademoiselle (13 099 entrées).
| Pays ou région | Box-office         | Date d'arrêt du box-office | Nombre de semaines |
| -------------- | ------------------ | -------------------------- | ------------------ |
| France         | 1 228 382 entrées, | 10 janvier 2017            | 10                 |
| Suisse         | 3 084 entrées      | 8 novembre 2016            | 1                  |
| États-Unis     | 543 $              | 15 mars 2017               | 1                  |
| Mondial        | 9 400 543 $,       | 10 janvier 2017            | 10                 |

#### Distinction
Lors de la 24e cérémonie des Trophées du Film français, le film remporte la meilleure première œuvre.